# Даниел Канеман
Даниел Канеман (на английски: Daniel Kahneman, иврит: דניאל כהנמן‎) e израелски психолог и Нобелов лауреат, известен със своята работа по психология на разсъждаване и взимане на решения, бихейвиористична икономика и хедонистична психология.
Даниел Канеман е старши преподавател в училището по международни отношения „Удроу Уилсън", професор по психология и връзки с обществеността в гимназията „Удроу“ и почетен професор на Принстънския университет. Член е на дружеството на философите, Националната академия на науките, Американската академия за изкуства и науки; научен сътрудник е на Американската психологическа асоциация и на Сдружението на експерименталните психолози.

## Биография

### Детство и юношество
Роден е на 5 март 1934 година в Тел Авив, Израел (тогава Британски мандат в Палестина). Той прекарва детските си години в Париж, Франция, където родителите му емигрират от Литва в началото на 1920 г. Канеман и семейството му са в Париж, когато градът е окупиран от Нацистка Германия през 1940. Баща му е от първите френски евреи, които са взети от германците, но е освободен след шест седмици благодарение на намесата на работодателя му. Бащата на Канеман умира вследствие на диабет през 1944 г. След това семейството на Канеман се премества във владяната тогава от Великобритания Палестина през 1948 г., точно преди създаването на държавата Израел.
Канеман обяснява, че отчасти окупацията от нацистите е причината да влезе в областта на психологията. Трябва да е било към края на 1941 или началото на 1943 г., когато евреите са били длъжни да носят звездата на Давид и да се подчиняват на вечерния час. Канеман разказва:
| „ | Бях отишъл да си играя с един приятел християнин, но беше станало много късно. Обърнах кафявия си пуловер на обратно, за да се прибера незабележимо вкъщи. Докато вървях по една от празните улици, видях един немски войник да ме доближава. Беше облечен в черна униформа, а бях чувал, че от тях трябва да се страхувам повече от другите, тъй като това беше облеклото на специално наетите тогава войници от СС. С приближаването си към мен забелязах, че той ме гледаше доста напрегнато. Тогава той ме повика, приближих се още по-близо до него и той ме прегърна. Бях ужасен при мисълта, че може да види звездата от другата страна на пуловера ми. Говори с мен разпалено на немски няколко минути, извади портфейла си, показа ми снимка на малко момче и ми даде малко пари. Прибрах се по-сигурен отвсякога, че хората са безкрайно сложни и интересни. | “ |

### Образование
Канеман получава бакалавърска степен със специалност психология и втора специалност математика от Еврейския университет в Йерусалим през 1954 г. След това той започва работа в отдела по психология на израелските отбранителни сили. Една от отговорностите му там е да оценява кандидатите за офицери във военното училище и разработването на тестове за тази цел. През 1958 г. заминава за САЩ, за да учи за докторска степен по психология в Калифорнийския университет в Бъркли. Канеман е женен за Ан Трейсман, професор-изследовател по психология в Принстън.
Този период от живота на Канеман бележи началото на дълго и ползотворно сътрудничество между него и Амос Тверски. Заедно Канеман и Тверски публикуват серия от статии в сферата на вземането на решения, което завършва с публикуването на тяхната Теория за перспективата през 1979 г. Заради тази теория Канеман е удостоен с Нобелова награда за икономика през 2002 г. В своята Нобелова биография Канеман посочва, че сътрудничеството му с Тверски започва, след като Канеман поканил Тверски да изнесе гост лекция на един от семинарите му в Еврейския университет през 1968 г. Тяхната първа съвместна работа е публикувана през 1971 г. е „Belief in the Law of Small Numbers“. През 1978 г. Канеман напуска Еврейския университет, за да заеме позиция в Университета на Британска Колумбия.

### Академична кариера
Канеман започва своята академична кариера като преподавател по психология в Еврейския университет в Йерусалим през 1961 година. Повишен е в старши лектор през 1966. Неговата ранна работа се фокусира върху визуалното възприятие и внимание. Първата му публикация в престижното списание „Science“ е озаглавена „Pupil Diameter and Load on Memory“. През този период Даниел Канеман е гостуващ лектор и в Мичиганския университет (1965 – 66) и в подразделението за приложна психология в Кеймбридж (1968/1969). Той е научен сътрудник в Центъра за когнитивни науки и лектор по психология в Харвардския университет през 1966/1967 г.

## Награди
- 1982 – Награда на Американската психологическа асоциация;
- 1995 – Медал от дружеството на Експерименталните психолози на Америка;
- 2002 – Награда Grawemeyer заедно с Амос Тверски;
- 2002 – Нобелова награда по икономика за неговата работа в Теория на перспективите;
- 2007 – Награда на Американската психологична асоциация за Отличителен принос към психологията.[2].